# Księstwo perejasławskie

Księstwa Rusi Kijowskiej po śmierci Jarosława Mądrego w 1054 roku

Księstwo perejasławskie – jedno z księstw udzielnych Rusi Kijowskiej XI–XIII wieku ze stolicą w Perejasławiu. Zlokalizowane było na południowym wschodzie Rusi na lewym brzegu Dniepru. Graniczyło od zachodu z Wielkim Księstwem Kijowskim, od północy z księstwem czernihowskim, od stron południowej i wschodniej ze stepem i dlatego narażone było na najazdy koczowników. W 1054 roku, po śmierci Jarosława Mądrego, znalazło się pod władzą Wsiewołoda Jarosławicza. W połowie XII wieku księstwo popadło w zależność od Kijowa. W 1155 roku zostało podbite przez Jerzego Dołgorukiego i oddane jego synowi Glebowi. Odtąd należało do książąt włodzimiersko-suzdalskich. W 1239 roku Perejasław został zniszczony na skutek najazdu tatarskiego i księstwo upadło. W drugiej połowie XIV wieku ziemie niegdysiejszego księstwa perejasławskiego zostały włączone do Wielkiego Księstwa Litewskiego.